# Ephedrus dysaphidis
Ephedrus dysaphidis är en stekelart som beskrevs av Tomanovic, Kavallieratos och Jaroslav Stary 2005. Ephedrus dysaphidis ingår i släktet Ephedrus och familjen bracksteklar. Inga underarter finns listade i Catalogue of Life.